# Электроника Б3-14М
Электро́ника Б3-14М — советский карманный простейший калькулятор, выпускавшийся с 1975 года. Имел несколько вариантов корпуса. В СССР до 1978 года продавался по цене 90 рублей, затем — по 55 рублей.
Отличается от похожего на него калькулятора "Электроника Б3-09М" кнопкой с вычислением квадратного корня вместо вычисления процентов (у Б3-09М).

## Характеристики
- Питание: 4 элемента типа AA или адаптер (220 В, 50 Гц)[1]
- Операции: сложение, вычитание, умножение, деление, извлечение квадратного корня, обратная величина числа
- Возможность работы с памятью отсутствует
- В дисплее применены вакуумно-люминесцентные индикаторы[1]
- Разрядность: 8 разрядов
- Габариты (Д×Ш×В): 15,5 × 8,5 × 2,7 см
- Является модификацией калькулятора «Электроника Б3-14»
- Выполнен на одной микросхеме процессора К145ИК2 и одной микросхеме генератора фаз[2].